# Villa Negra
A Villa Negra románca a Keleti Márton rendezte Hattyúdal című film egyik betétdala. A filmet 1963-ban mutatták be. A dalt a filmben a főszereplő Páger Antal  énekelte.
Zeneszerző: Ránki György, a szöveget Garai Gábor írta.
A Villa Negra nem apácazárda,
A Villa Negra nem fényes lokál,
Vagány legény, ha szép szerén be zörget itt,
E csöndes házban oltalmat talál.
A dal azóta önálló pályát futott be. Előadta – többek közt – Ferenczi György a Herfli Davidsonnal, majd a Budapest Bár is.
Továbbá:
- A Villa Negra románca, Páger
- felhangzik a Z’Zi Labor 1994-es Csókolj homlokon című lemezén
- Dolhai Attila a Csináljuk a fesztivált című tv műsorban.[2]
- Énekelte a Homonnay Zsolt, Nagy Sándor, Dolhai Attila, Miller Zoltán, Zöld Csaba férfikórus[3]
- Előadta Szerednyey Béla is[4]

## Örökzöld
A dal mára már állandóan megújuló örökzöld dallá vált.
2007 óta van egy Villa Negra nevű önszerveződő alkotóközösség a nyolcadik kerületben, ami erről a dalról nevezte el magát. Ezen kívül több cég is használja valamilyen formában a Villa Negra nevet.

## Felvételek
- Ránki György–Garai Gábor:  A Villa Negra románca. Páger Antal  YouTube (1963)  (Hozzáférés: 2017. március 30.) (videó) 1:53-ig.